# Alessia D’Andrea
Alessia D’Andrea (ur. 17 maja 1981 w regionie Kalabria) – włoska wokalistka występująca pod pseudonimem Andrea.

## Życiorys
Alessia uczyła się śpiewu oraz gry na fortepianie od najmłodszych lat. W 1996 roku została finalistką konkursu Festival di Castrocaro. Rok później uczestniczyła w festiwalu Premio Mia Martini i zajęła tam pierwsze miejsce. W 1998 roku była gościem specjalnym tejże imprezy. Wokalistka ma również na swoim koncie występ podczas festiwalu w San Remo.
W roku 2000 ukazał się debiutancki singiel artystki pt. „Alessia D’Andrea”.
Po niedługim czasie wokalistka znalazła się w finale San Marino Festival. Pierwszą nagrodę XII Citta di Recanati zdobyła parę miesięcy później.
Premiera singla Locomotive Breath miała miejsce w 2004 roku. Jest to cover piosenki zespołu Jethro Tull, w którym wystąpił gościnnie Ian Anderson z tej grupy.
Alessia D’Andrea podpisała nowy kontrakt płytowy z firmą Do It Yourself w 2005 roku. Wkrótce ukazał się nowy singiel wokalistki, sygnowany jako Andrea, pt. „Time To Pray”.